# Mesenchytraeus beumeri
Mesenchytraeus beumeri is een ringworm uit de familie van de Enchytraeidae. De wetenschappelijke naam van de soort is voor het eerst geldig gepubliceerd in 1886 door Michaelsen.